# Velyki Budysjtja

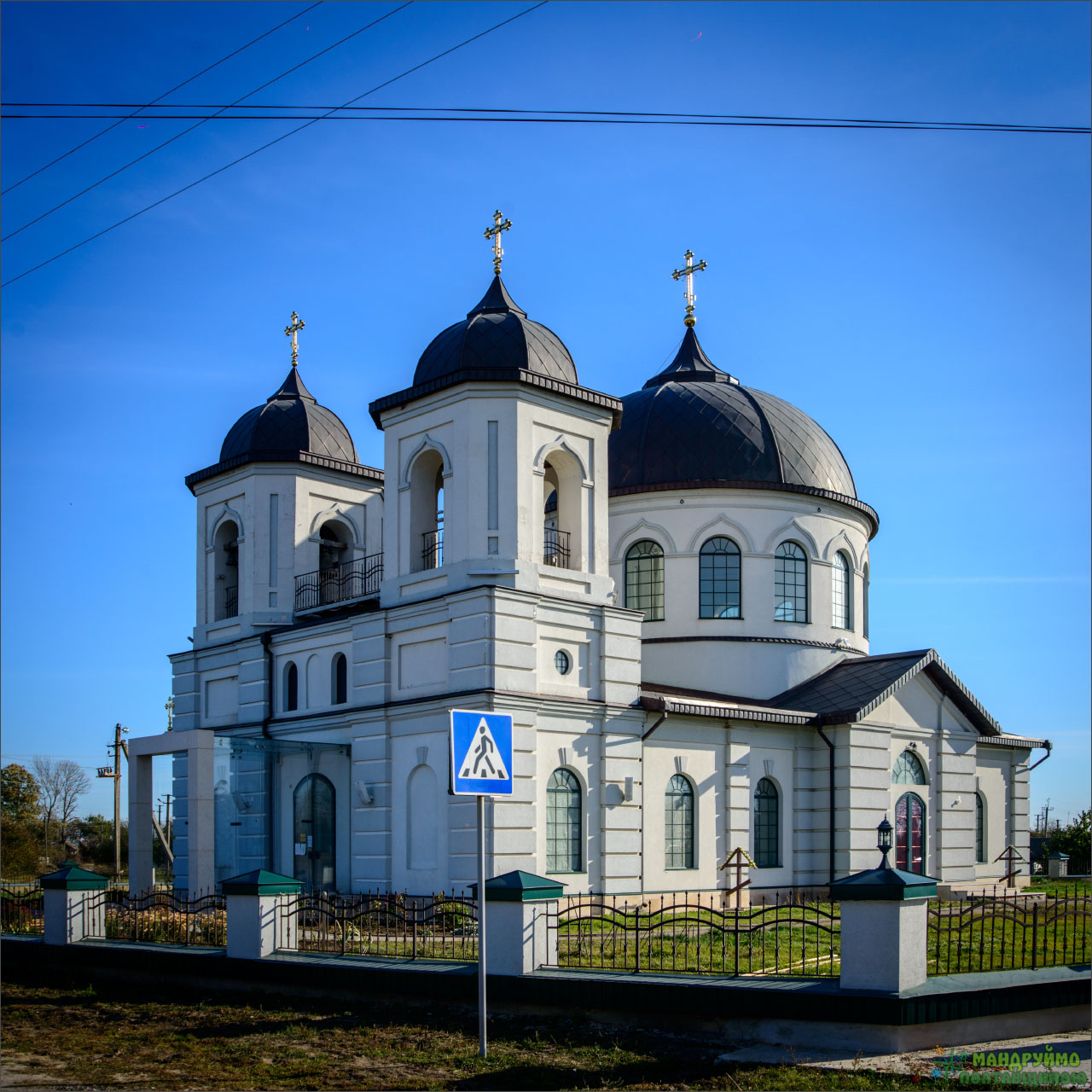
Helga trefaldighetskyrkan (1876)

Velyki Budysjtja (ukrainska Великі Будища) är en by i Poltava rajon i Poltava oblast i Ukraina. Invånarna uppgick år 2001 till 1 124 personer. Byn är belägen ca 5 km väster om floden Vorskla. Byn har fått sitt namn efter de glasbruk som har verkat där. Byn är idag ett hantverkscentrum.
Under åren efter Chmelnytskyj-upproret (1648-1654) växte byn avsevärt och blev en stad i Poltava-området omkring 1660. 
Efter Slaget vid Krasnokutsk–Gorodnoje den 11 februari 1709 förlade Karl XII den 2 mars sitt högkvarter till Velyki Budysjtja. I slutet av april lämnade han byn för att inleda belägringen av Poltava.